# Hammerum
Hammerum är en stadsdel i Herning, 5 km öster om centrum, i Region Mittjylland, Danmark. Antalet invånare är 3 504.